# Асен Блатечки
Асен Емилов Блатечки е български актьор.

## Биография

### Образование и младежки години
Роден е на 22 март 1971 г. в София. Увлечен от рисуването и от спорта. През 1989 г. завършва 8 СОУ „Васил Левски“ София в испанска паралелка, като седи на един чин с Наско от „БТР“.
Тренира плуване, футбол, гребане и хандбал. Шампион на България на Федерацията по традиционно карате за 1989, 1990, 1991 и 1992 г.
През 1996 г. завършва НАТФИЗ „Кръстьо Сарафов“ със специалност „Актьорско майсторство за драматичен театър“ в класа на проф. Стефан Данаилов и с асистенти Илия Добрев и Ивайло Христов.

## Кариера
Първата му режисьорска пиеса е „Побъркани от любов“, следват „За мишките и хората“, „Смях в залата“, „Роберто Зуко“, „За Господ-забранено!“ и „Вик за любов“, която постига голям успех още след премиерата и обикаля из цялата страна. Режисира и постановката „Истинският запад“ от Сам Шепърд.
Участва в много театрални представления „Кожа и небе“, „Змейова сватба“, „Търси се драматическа актриса“, „Самотният запад“, „Жената над нас“, „Секс, наркотици и рокендрол“, „Мъжка забавачка“, „Бардак“, „Таванът“, „Американска мечта“, „Вражалец“, „Красотата ще спаси света“ („Идиот“), „Бившата жена на моя живот“ и други.
Често се включва и в проекти на студенти от НАТФИЗ, НБУ и други.
Снима се е в редица български и чуждестранни филмови продукции.
Той е водещ на предаването „ЗалоАЛОжи“, излъчван по Канал 1 през 2003 – 2004 г.
През 2003 година се снима в клипа към хита на Глория „Крепост“ – една от най-обичаните български поп-фолк песни. 
Жури в сезони 3 и 5 на „България търси талант“, както и в сезон 11 на „Като две капки вода“.

## Филмография
- Мъртва зона (1993)
- Момчета до стената (1994)
- Професионалисти (1995)
- Reel mix (1996) – (късометражен филм)
- Остатъци (тв, 1999)
- Американски тюлени (2000)
- След края на света (2000) – боксьор
- Остатъци (2000)
- Печалбата (2001) – бодигарда Макс
- Каталии (тв, 2001) – „Камбоджанеца“
- Дело по съвест (2001)
- Ярост (2001) – дългокосия
- Projection (2002) – писател #2
- Въздушен удар (2002)
- Питон 2 (2003)
- В ада (2003)
- Птицата (тв, 2003)
- Отвъд чертата (тв, 2003) – Дико
- Едно дете в повече (тв сериал, 2003)
- Мила от Марс (2004) – Даскала
- Девет живота (2004)  (Unstoppable) - САЩ/Аруба – снайперист
- Спартак (минисериал, 2004)
- Боа срещу Питон (2004)
- Морска сол (тв сериал, 2004 – 2005) – Емил
- Извънземен апокалипсис (2005)
- Вредител (2005)
- Икона (тв, 2005)
- Механикът (2005)
- Леден сън (тв, 2005) - Емил Тодоров-„Акварела“, бъдещ известен художник
- Магма: Вулканично бедствие (тв, 2006)
- Джо Петросино (тв 2006)
- СС щурмовак (2006)
- Маймуни през зимата (2006)
- Неочакван обрат (2006)
- Graffio di tigre (тв, 2007)
- Деца от восък (2007)
- Ваканцията на Лили (6 серии, тв, 2007) – Кубето
- Грендел (тв, 2007)
- Чифликът на чучулигите (2007)
- Хитман (2007)
- Шивачки (2007) – Вальо
- Кодът (The Code) (2008)
- Акула във Венеция (2008)
- Прогноза (2009)
- Крадци от класа (2009)
- Безсмъртното пътешествие на капитан Дрейк (2009)
- Нинджа (2009)
- Двойна самоличност (2009)
- Солено и сладко (2011) – (късометражен филм на студенти)
- Стъклен дом[2] (тв сериал, 2010 – 2012) – Петър Атанасов – Чарли
- Стъпки в пясъка (2011) – Калаеца
- Чужденецът (2012) – Полицай
- Пистолет, куфар и три смърдящи варела (2012)
- Пъзел (2012)
- Фамилията[3](тв сериал, 2013 – 2014) – Стефан Марков
- Съдилището (2014) – Митьо Петров
- Корпус за бързо реагиране 2: Ядрена заплаха (2014) – мъжът с мотора
- Бензин (2017) – Дим (Американеца)
- Врагове (2017) – Арабията
- Посоки (2017) – Жоро
- В кръг (2019) – Иво
- Ягодова луна (тв сериал, 2020) – Любомир Божинов
- Клетката (2023) - Димитър
- Есента на Демона (тв сериал, 2024) – Симеон Десподов

## Театрални роли
- 1993 – Помпей – „Мяра за мяра“ от Уилям Шекспир
- 1993 – Фулдженцио – „Побъркани от любов“ от Карло Голдони
- 1994 – Лазар – „Лазарица“ от Йордан Радичков
- 1995 – Баща – „Натрапницата“ от Морис Метерлинк
- 1996 – Граф Алмавива – „Сватбата на Фигаро“ от П. Бомарше
- 1996 – Боб – „На четири уши“ от Питър Шафър
- 1996 – Джейкъб – „Опера за три гроша“ от Бертолд Брехт
- 1996 – Зеленият – „Небесен отряд“ от Дж. Лебович
- 1997 – Джо – „Как да убием бабето“ от Д. Стоянов
- 1997 – Иван Бездомни – „Майсторът и Маргарита“ от Михаил Булгаков
- 1997 – Стойчо – „Дърво за огрев“ от Николай Хайтов
- 1998 – Тай Маккуул – „Френският квартал“ от Тенеси Уилямс
- 1998 – Ричард-Макс – „Любовникът“ от Харолд Пинтър
- 1998 – Емо – „Морска сол“ от Емил Бонев
- 1998 – Джейми – „Дългият път на деня към нощта“ от Юджийн О'Нийл
- 1999 – Хамлет – „Аз, Фортинбрас“ от Й. Гловацки
- 1999 – Стенли Ковалски – „Трамвай Желание“ от Тенеси Уилямс
- 1999 – Еди – „Побъркани от любов“ от Сам Шепард
- 1999 – Принц Тарталя – „Любовта към трите портокала“ от Карло Гоци
- 2000 – Мъжът – „Пиеса Nо 27“ от Алексей Слаповски
- 2000 – Сегизмундо – „Животът е сън“ от Калдерон де ла Барка
- 2000 – Яков – „Двойно дъно“ от Горан Стефановски
- 2001 – – „Донеси ми главата на принца“ от Роджър Зелазни
- 2001 – Камен – „$910“ от Емил Бонев
- 2001 – Леонардо – „Кървава сватба“ от Федерико Гарсия Лорка
- 2001 – Тони – Yesterday от Любомир Делев и Стефан Мавродиев
- 2002 – – „Пинокио“ от Карло Голдони
- 2002 – Бъкингам – „Ричард III“ от Уилям Шекспир
- 2003 – Тартюф – „Тартюф“ от Молиер
- 2004 – Сусо – „Януари“ от Йордан Радичков СУСО
- 2004 – Сандо – „Да убиеш премиер“ от Емил Андреев
- 2005 – Жак – „Омайна нощ“ от Жозиан Баласко
- 2006 – Стенли Ковалски – „Трамвай Желание“ от Тенеси Уилямс

## Видеоклипове
- Глория – „Крепост“ (2003)
- Мария – „Не ме обичай“ (2008)
- Мария – „Ти позна ли ме“ (2011)
- БТР – „Защо“ (2012)
- Дани Милев – „Това си ти“ (2017)
- The KHANS – „Freedom“ (2020)
- Kikimora – „Bogeyman“ (2021)